# Лідов Петро Олександрович
Петро́ Олекса́ндрович Лі́дов (рос. Пётр Александрович Лидов; 17 листопада 1906, Харків — 22 червня 1944, Полтава) — український і російський письменник, редактор, журналіст. Військовий кореспондент газети «Правда». Автор резонансних нарисів, в яких уперше розповів про Зою Космодем'янську.
1944 року за завданням редакції Лідов прибув у Полтаву, щоб написати про американських військових льотчиків, які базувалися в місті. Під час одного з авіанальотів на аеродром майора Лідова було вбито. Разом із ним загинули кореспондент «Правди» старший лейтенант Сергій Струнников та кореспондент газети «Известия» капітан О. О. Кузнецов. Їх поховали в Петровському парку, де на могилі американці встановили пам'ятник у вигляді пропелера. 1969 року прах загиблих перепоховали на території меморіального комплексу Солдатської Слави.
У травні 1965 року іменем Лідова названо вулицю в Полтаві.